# Vodka

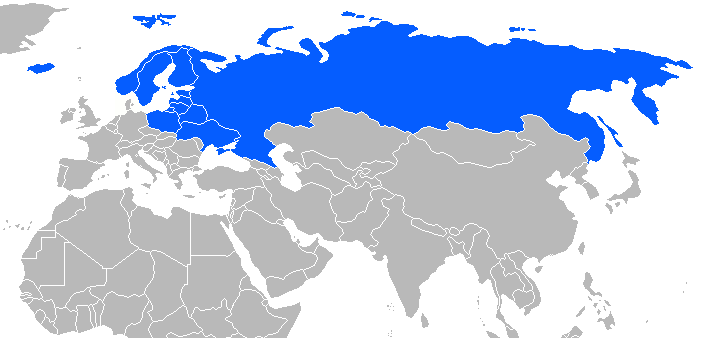
Pays traditionnellement consommateurs de vodka.

La vodka (en polonais : wódka, en russe : водка) est une boisson spiritueuse, de nos jours incolore, titrant environ 40 degrés d'alcool.
La vodka peut être issue de la transformation de quantités de produits agricoles. Elle est traditionnellement produite à partir de céréales (seigle, blé) et de pommes de terre, mais d'autres produits agricoles peuvent être utilisés, parmi lesquels les betteraves (mélasse) et les fruits (pommes, prunes).
Elle est devenue l'alcool national de nombreux pays issus de l'Empire russe (Pologne, Ukraine, Finlande, Russie, etc.). Aujourd'hui, la vodka est fabriquée dans de nombreux pays, à la fois dans les pays traditionnellement fabricants, mais aussi dans la plupart des pays consommateurs d'alcool. Il existe aussi une vodka de contrebande appelée communément bimber en polonais et самого́н en russe (ce qui signifie littéralement « produit fait maison »).
La vodka entre dans la composition de nombreux cocktails.
Entre quatre et cinq mille marques de vodka sont présentes sur le marché ; la vodka est le plus consommé des alcools forts commercialisés dans le monde, avec un peu plus de cinq cents millions de caisses de neuf litres en 2005.

## Définitions commerciales

### Union européenne
Conformément au règlement (UE) 2019/787 du Parlement européen et du Conseil du 17 avril 2019, il existe 44 catégories commerciales de boissons spiritueuses.

#### Vodka
La vodka est une boisson spiritueuse élaborée à partir d'alcool éthylique d'origine agricole obtenu par fermentation par la levure soit de pommes de terre, de céréales ou des deux, soit d'autres matières premières agricoles, distillé de telle sorte que les caractéristiques organoleptiques inhérentes aux matières premières utilisées et aux sous-produits nés de la fermentation soient sélectivement atténuées. Ce processus peut être suivi d'une (ou plusieurs) distillation(s) supplémentaire(s) ou d'un traitement avec les auxiliaires technologiques appropriés ou des deux, y compris le traitement avec du charbon activé, afin de conférer au produit des caractéristiques organoleptiques particulières.
La teneur en méthanol de l'alcool éthylique d'origine agricole utilisé pour produire la vodka ne doit pas être supérieure à 10 grammes par hectolitre d'alcool pur.
Le titre alcoométrique volumique minimal de la vodka est de 37,5 %.
Les seuls arômes qui peuvent être ajoutés sont des substances aromatiques naturelles ou des préparations aromatiques présentes dans le distillat obtenu à partir des matières premières fermentées. En outre, une aromatisation peut conférer au produit des caractéristiques organoleptiques particulières, autres qu'un arôme prédominant.
La vodka n'est pas colorée mais elle peut être édulcorée pour compléter le goût final. Toutefois, le produit final ne peut contenir plus de 8 grammes par litre de produits édulcorants (exprimés en sucre inverti).
Les pays traditionnellement fabricants voulaient limiter les matières premières autorisées pour la production aux céréales (blé, seigle…) et aux pommes de terre. En 2007, un compromis est finalement accepté, : la vodka non produite exclusivement à partir de pommes de terre ou de céréales ou des deux doit porter la mention « produit à partir de … », complétée par le nom des matières premières utilisées pour produire l'alcool éthylique d'origine agricole.

#### Vodka aromatisée
La vodka aromatisée est une vodka à laquelle a été conféré un arôme prédominant autre que celui des matières premières utilisées pour produire la vodka.
Le titre alcoométrique volumique minimal de la vodka aromatisée est de 37,5 %.
La vodka aromatisée peut être édulcorée, assemblée, aromatisée, vieillie ou colorée. Lorsque la vodka aromatisée est édulcorée, le produit final ne peut contenir plus de 100 grammes par litre de produits édulcorants (exprimés en sucre inverti).
La dénomination légale de la vodka aromatisée peut également être « vodka » associée au nom de tout arôme prédominant.

## Étymologie
Le terme francisé « vodka » peut se traduire littéralement par « petite eau ». Dans les langues slaves, le mot « eau » se dit « voda » (dont l'orthographe en russe est « вода », et en polonais « woda »), le ka ayant une valeur hypocoristique. Le terme apparaît pour la première fois dans un manuscrit de Sandomir en 1405, signifiant « petite étendue d'eau ». Au XVIe siècle, « vodka » était un terme plutôt médical désignant les distillats.
En Pologne, l'eau-de-vie pour consommation récréative portait le nom de « gorzałka » (de l'ancien polonais « gorzała woda », eau brûlante), utilisé de manière interchangeable avec « wódka » au XVIIe siècle. En Russie, cette boisson alcoolisée était le plus souvent appelée « горячее вино » (vin chaud) ou « хлебное вино » (vin de pain). C'est seulement au XXe siècle que le terme « vodka » a commencé à être utilisé au sens moderne dans la langue russe.

## Histoire

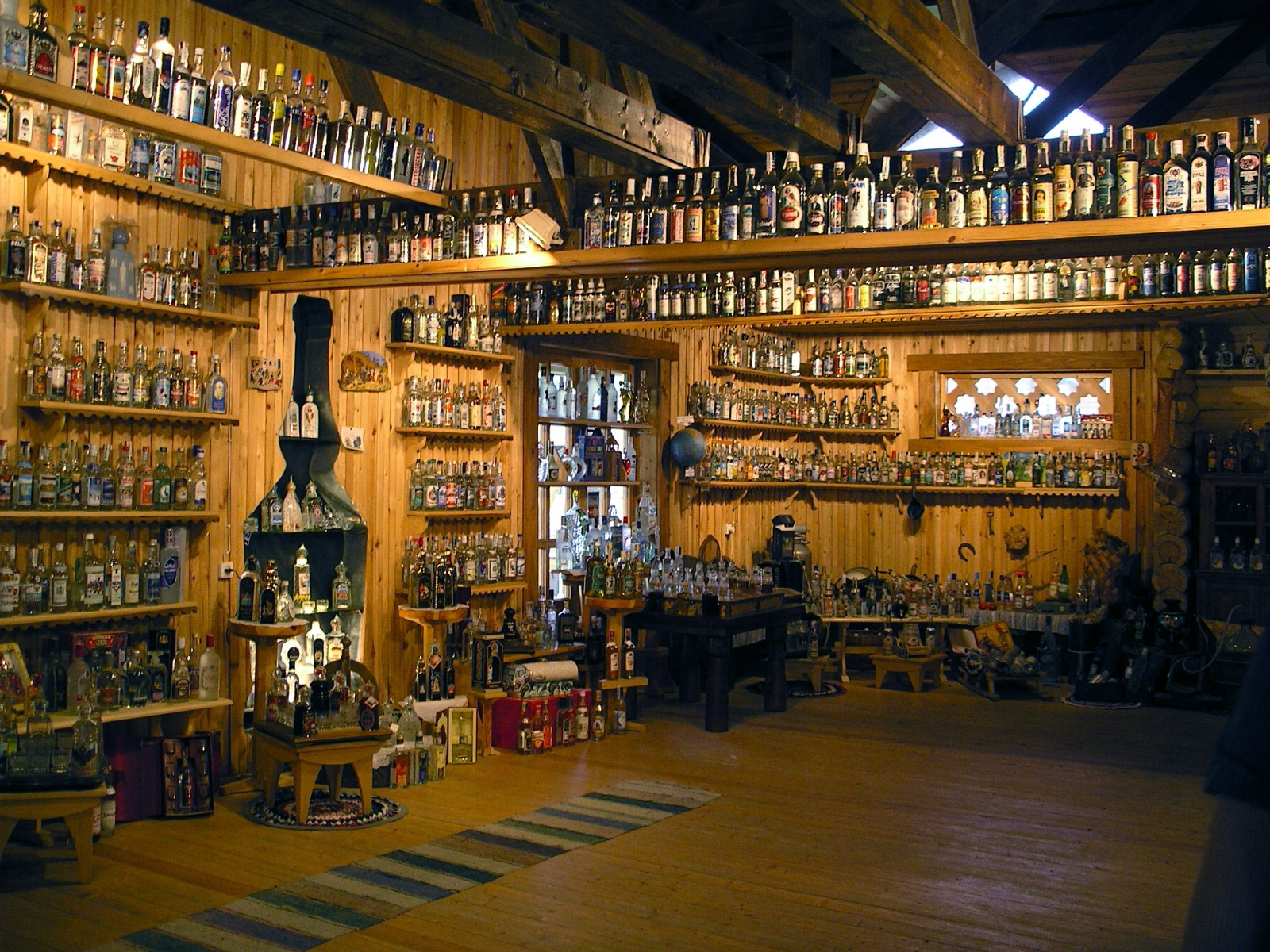
Le musée de la vodka de Verkhnie Mandrogui (au nord de la Russie).

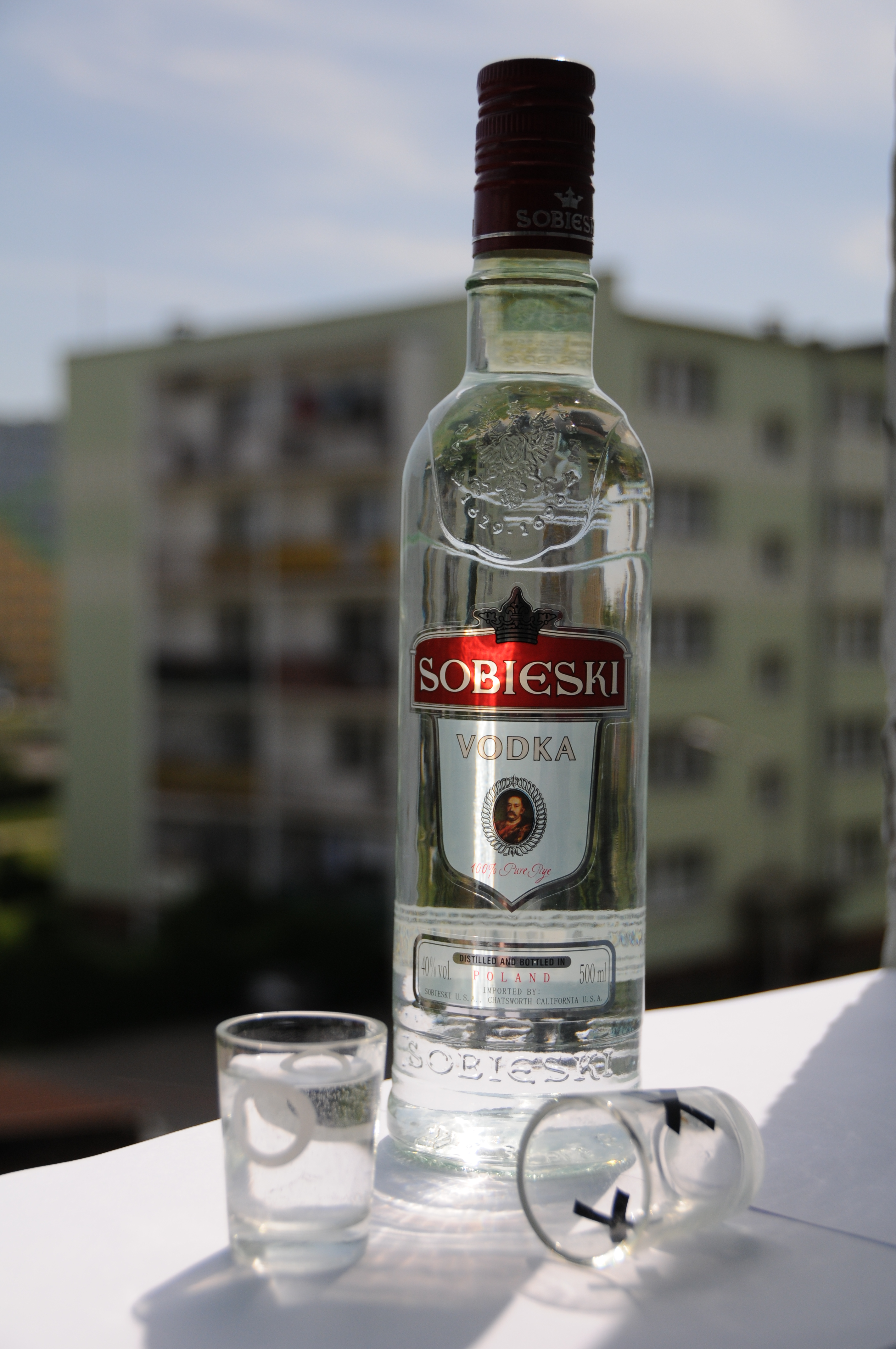
Une bouteille de vodka polonaise du commerce, avec deux verres à vodka.

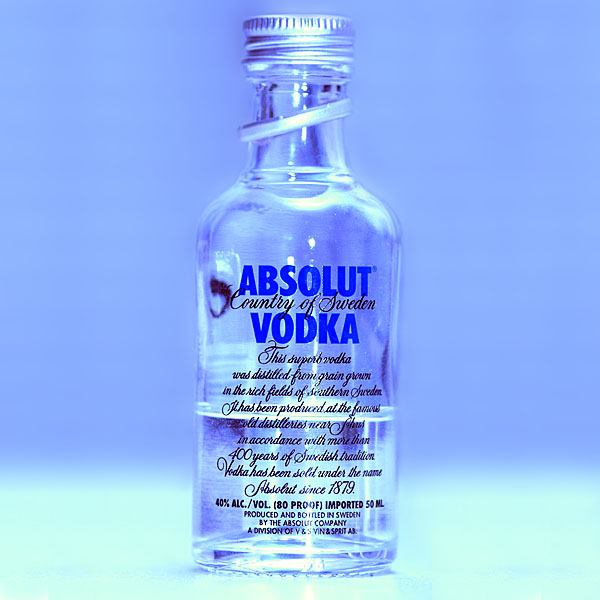
Une bouteille de 50 ml de vodka suédoise du commerce.

Les Génois qui sont présents au Pont-Euxin (mer Noire) introduisent en Russie une eau-de-vie, à base de raisin, dès 1386 ; ceci resterait l'origine de la vodka, même si une tradition orale russe fait remonter l'invention en 1430 au monastère de Tchoudov par un moine. Cette boisson d'origine génoise aurait été produite, mais à base de grains, vers le milieu du XVe siècle.
La vodka au raisin Kizlyarka, connue en Russie et dans les pays de la CEI, a été produite pour la première fois en 1657. Selon des données officielles, depuis 1731, la vodka aux fruits fabriquée en Russie est appelée « vodka kizlyar » ou « Kizlyarka »,. La recette pour la production de vodka à partir d'alcool de raisin est venue de France. Cette vodka est produite à ce jour[Quand ?] par Kizlyar Brandy Fabrique.
Au départ peu répandues, il faut attendre deux siècles après son introduction pour que des eaux-de-vie à base de seigle ou d'autres céréales soient consommées de façon large en Russie. Cet alcool connaît alors un grand succès auprès de la population russe. La première mention officielle du terme vodka apparaît en 1701 sous le règne de Pierre le Grand. Auparavant, il était fait mention d'eau-de-vie, ou d'eau d'esprit, ou d'euphémismes divers. Cette époque marque le début du fléau de l'alcoolisme en Russie et dans les pays de l'ex-URSS ; celui-ci se perpétue de nos jours. Elle est distillée dès le XIVe siècle, mais un siècle plus tard, le prince Ivan III (1462-1505) interdit toute production de boissons fortement alcoolisées. La boisson nationale est alors le kvas. Le tsar Ivan IV (1533-1584), dit Ivan le Terrible, construit une première taverne (kabak ou kabaki, en alphabet cyrillique : кабак) et instaure le principe des distilleries et lieux de distribution d'État. La couronne avait donc le monopole sur la production et la vente de vodka, ce qui permet à l'État d'engranger des profits substantiels. Par la suite, Pierre Ier le Grand ouvre la production à la noblesse foncière.
Durant cette période, la vodka joue un rôle important dans la culture et l'économie russe. Elle ne se trouve en effet que dans les tavernes (du XVIe siècle au XIXe siècle) qui deviennent des lieux importants de socialisation pour les hommes. La boisson est alors, depuis ses débuts, de couleur variée en fonction de sa composition (fruits, herbes aromatiques, impuretés) et son degré d'alcool peut aller de 37 à 80°. 
La consommation de vodka se répand au XVIIIe siècle en Scandinavie, jusqu'au nord de l'Allemagne.
Une légende folklorique russe prétend que Dimitri Mendeleïev serait « l'inventeur de la vodka », ou pour être exact que c'est lui qui aurait déterminé le degré idéal d'alcool de la vodka à 38°. Cette légende s'appuie entre autres éléments sur le fait que Mendeleïev fut nommé directeur du bureau des poids et des mesures de Saint-Pétersbourg en 1893 et sur le fait que sa thèse doctorale portait sur la combinaison de l'alcool et de l'eau. Si l'histoire reste très populaire, elle est contredite par les faits, le degré alcoolique normalisé de la vodka à 40° ayant été introduit en Russie dès 1843 (alors que Mendeleïev n'avait que neuf ans) pour faciliter le calcul et perception de taxes sur l'alcool et sa thèse portant sur des combinaisons eau/alcool pour des titres beaucoup plus élevés (de l'ordre de 70°). Jusque vers la fin du XIXe siècle, la vodka se vend le plus souvent en seau d'une douzaine de litres avant de passer en bouteilles. L'alcoolisme se développant, la vodka est soumise à la prohibition durant la Guerre russo-japonaise puis durant la Première Guerre mondiale. Les bolcheviks interdisent la fabrication de vodka, ce qui provoque une forte augmentation des vodkas frelatées distillées à domicile (samogon). Les distilleries sont nationalisées ou confisquées. Ils lèvent cette interdiction en 1925 et la production se fait alors à partir des anciennes distilleries impériales. L'émigration russe après la révolution de 1917 favorise entre les deux guerres la diffusion de la consommation de la vodka en Europe et en Amérique du Nord.

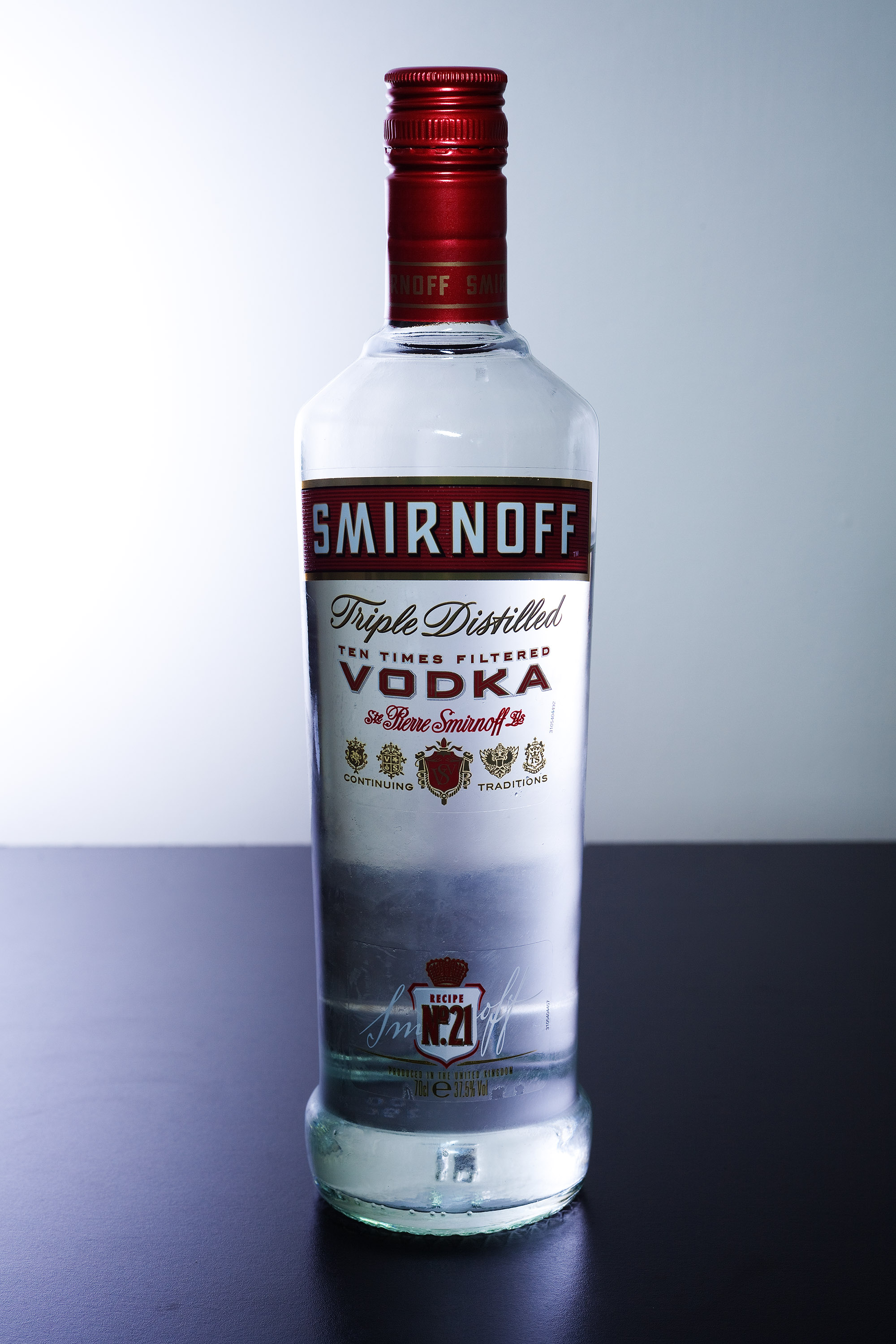
Une bouteille de vodka de marque Smirnoff.

Parmi les musées de la vodka, celui de Verkhnie Mandrogui, dans l'oblast de Léningrad en Russie, où l'on rapporte le rôle de Mendeleïev sur la formulation de la véritable vodka. Ce rôle participe d'une mythologie de la vodka. On y insiste sur le fait que la véritable vodka est russe et qu'elle titre 40°. Lorsque la vogue des cocktails se répand dans le monde dans les années 1950, la vodka devient une boisson à la mode à l'échelle mondiale.
En URSS, la vente et les volumes de fabrication de vodka sont sérieusement limités de l'époque d'Iouri Andropov jusqu'à Mikhaïl Gorbatchev. Elles redeviennent libres sous Boris Eltsine et en 1992, peu après la disparition de l'Union soviétique, le monopole de l'État soviétique sur la fabrication de vodka prend fin et l'importation d'alcool est alors autorisée dans la nouvelle Russie. En raison de la grande consommation de cette boisson dans le pays (elle représente 91 % de l'alcool consommé, pour en 1998 atteindre 14,5 litres d'alcool pur consommé par Russe), ce secteur de la distillation est alors infiltré par la mafia (à laquelle il rapporte 1,5 milliard de dollars en 1997) et d'autres fabricants clandestins (qui représentent 50 % des volumes). La fin du monopole entraîne également une chute de rentrée de devises pour l'État russe. Trois gouvernements russes essayèrent de rétablir ce monopole, en vain, l'État russe était à l'époque trop faible face au crime organisé.

## Transformation
Pratiquement jusqu'à la fin du XIXe siècle, la méthode de fabrication de la vodka était semblable à celle des autres boissons distillées (par exemple, cognac, whisky, tequila, grappa). À cette époque, la vodka était souvent de mauvaise qualité. On y ajoutait souvent des condiments afin d'atténuer les odeurs désagréables et la sensation de brûlure. La vodka moderne est apparue dans les années 1880–1890 sur le territoire de la Russie et de la Pologne actuelle, quand s'est répandu l'usage de l'appareil de rectification pour atteindre un niveau de pureté d'alcool éthylique très élevé,.
Les vodkas à base de céréales sont surtout issues de Russie, de Biélorussie et d'Ukraine ; celles à base de céréales et de pommes de terre, surtout de Russie, et enfin celles à base de pommes de terre sont surtout issues de Biélorussie, de Pologne et d'Allemagne (depuis le XIXe siècle).
Elle titre entre 37,5 et 97 degrés d'alcool, mais plus classiquement entre 40° et 45°. Il existe des vodkas à 32° en Finlande.

## Contrôle de qualité
Le contrôle de qualité et de la sécurité s'effectue par la chromatographie et des dégustations.

## Consommation

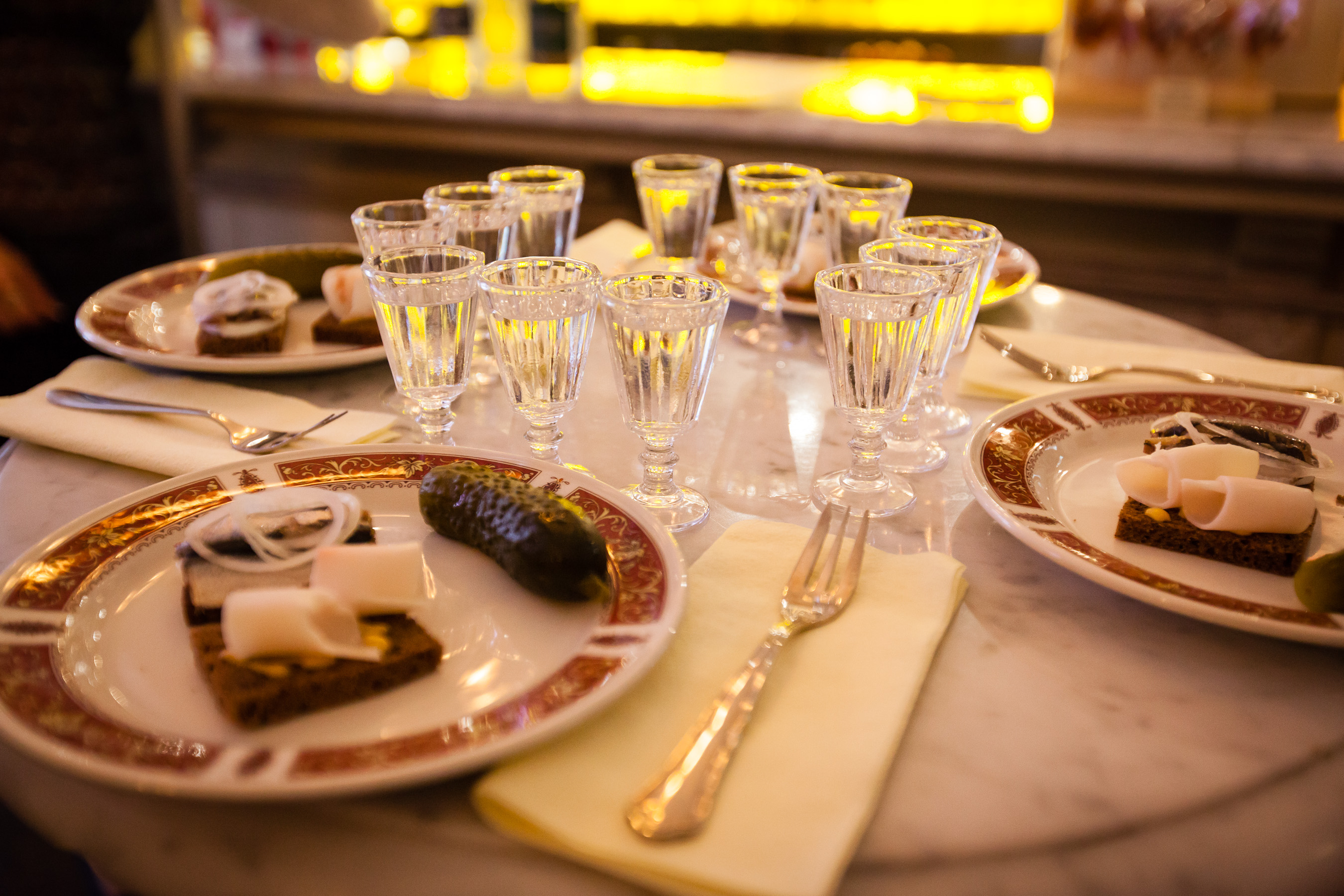
Vodka servie avec des zakouskis.

Les vodkas de qualité sont servies à température de cave ou ambiante. Les vodkas ordinaires sont très souvent fortement refroidies avant consommation. En Pologne, on boit souvent du jus ou du soda immédiatement après avoir bu un verre de vodka afin de la « faire passer », comme on dit. En Russie, il est commun d‘accompagner chaque verre de vodka de zakouskis[réf. souhaitée]. Dans les pays occidentaux, la vodka est appréciée pour son caractère neutre et elle forme la base de nombreux cocktails.

Selon l'étude entreprise par le professeur Richard Peto de l'université d'Oxford en Grande-Bretagne : « Actuellement[Quand ?], la consommation d'alcool en Russie recule. Sous Mikhaïl Gorbatchev dans les années 1980, grâce aux restrictions, elle avait diminué de 25 % et la mortalité avait suivi cette tendance à la baisse, avant d'augmenter à nouveau à la chute du communisme. Depuis 2006, la consommation et le risque de décès ont chuté d'un tiers grâce notamment à la hausse du prix de la vodka et à l'interdiction de la publicité. Les taux de décès des Russes ont beaucoup fluctué au cours des 30 dernières années, les restrictions sur l'alcool et le climat social ayant beaucoup varié sous les présidences de Gorbatchev, Eltsine et Poutine. Et l'élément principal qui guide ces fluctuations, c'est la vodka ».

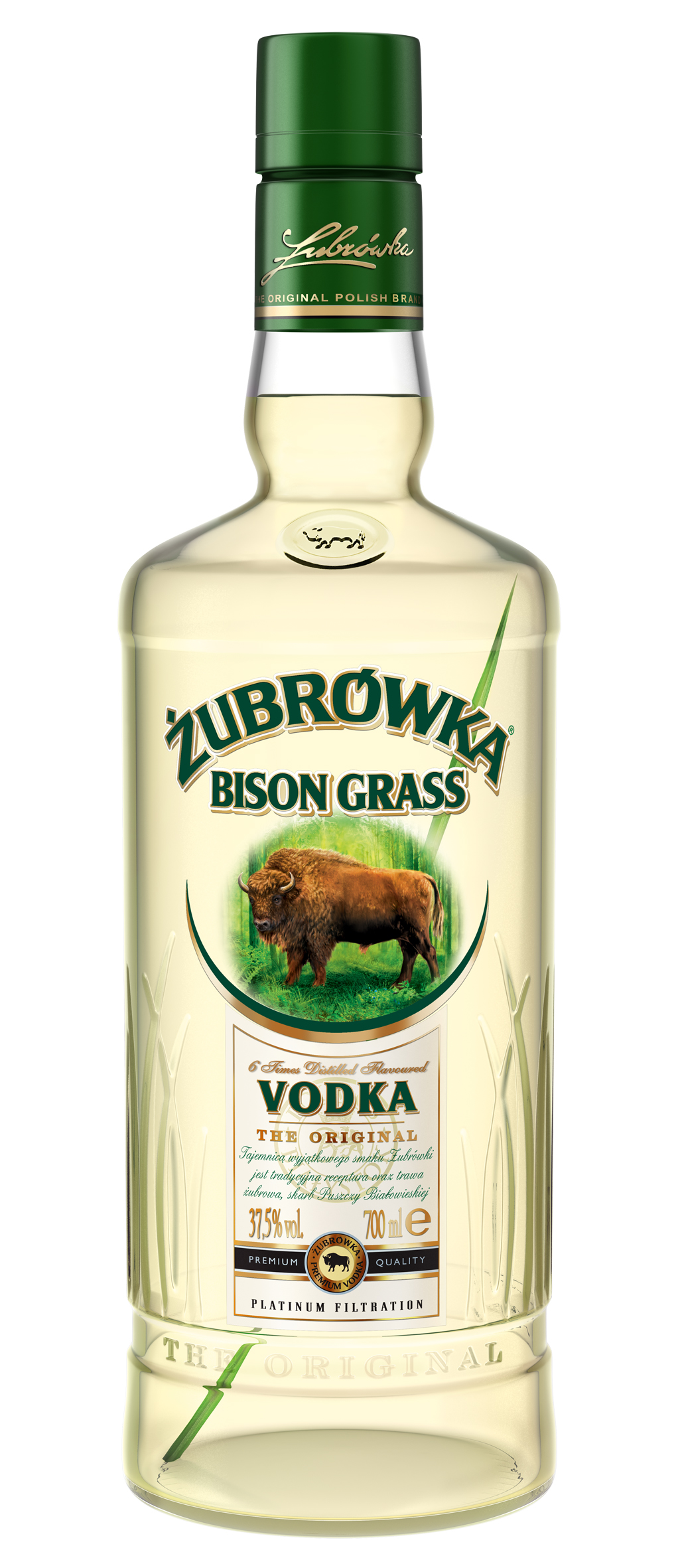
Une bouteille de vodka polonaise de marque Żubrówka.

## Arômes
La vodka est fréquemment aromatisée car les nombreuses distillations font d'elle un alcool blanc au goût peu prononcé. On note d'ailleurs que les rares études de dégustation en aveugle révèlent l'incapacité des participants à distinguer de façon significative différentes vodka simplement à leur goût, ce qui reste contesté par les amateurs de cette boisson.
En ce qui concerne les vodkas aromatisées, la vodka polonaise de marque Żubrówka ou celle de Biélorussie utilisent l'herbe aux bisons, qui lui donne une légère coloration et un arôme caractéristique. Cette plante est récoltée durant une courte période de l'été (la plus chaude possible) pour ensuite servir lors de la distillation de l'eau de vie de grain. Il y a plusieurs autres arômes traditionnels : piment (souvent avec du miel, surtout en Ukraine), bouleau, airelles, baies de sorbier, noix de cèdre, orties, poivre.
D'autres arômes sont plus récents : citron, cerise, caramel.

## La vodka dans les arts
Il existe une ambivalence dans la perception de la vodka. D'un côté, elle est parfois associée à la consommation abusive d'alcool, de l'autre côté, elle constitue un patrimoine culturel.

### En littérature

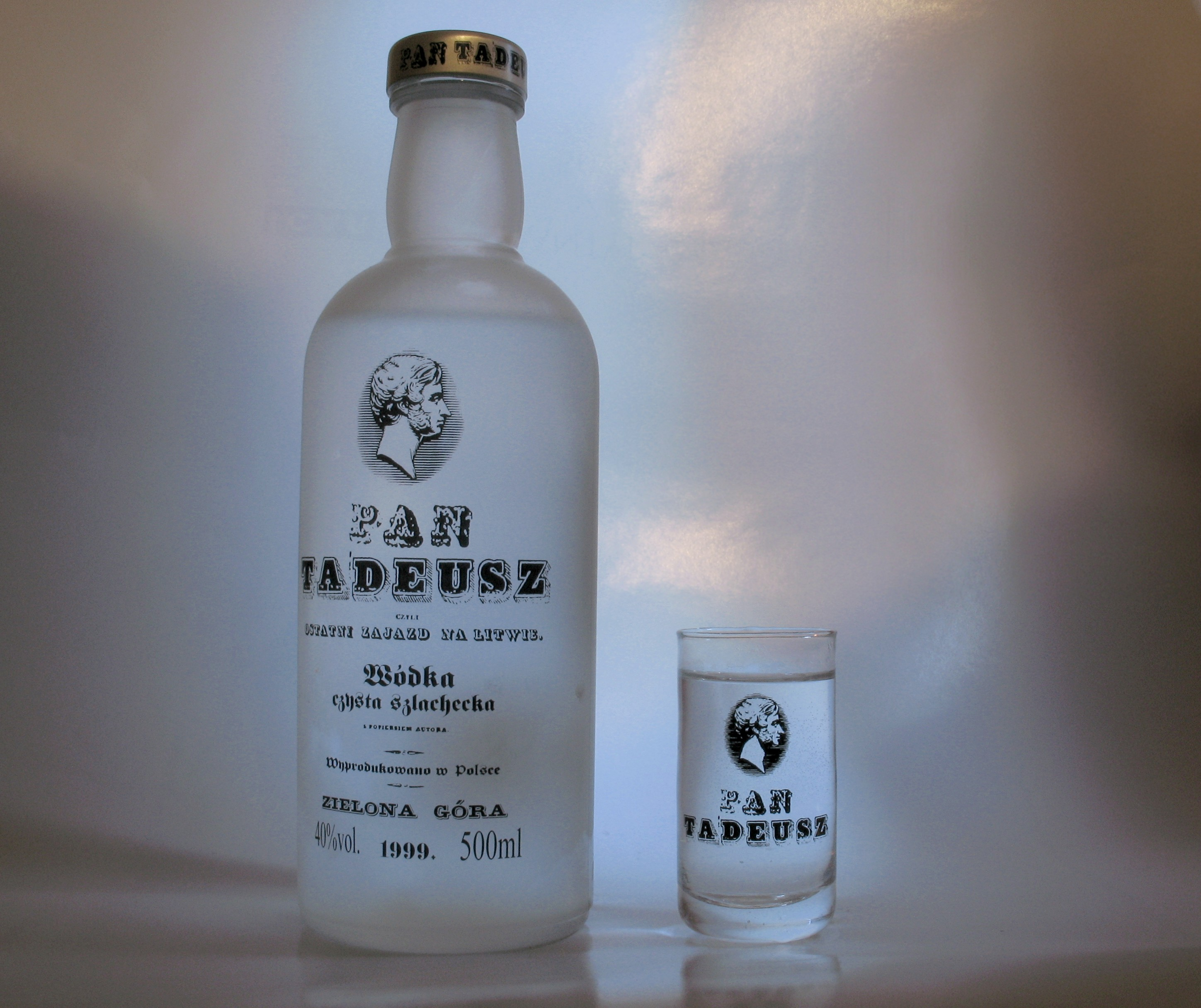
Une marque de vodka correspondant au titre de l'épopée nationale polonaise d'Adam Mickiewicz « Messire Thadée » (en polonais « Pan Tadeusz »).

- Moscou-sur-Vodka, un roman satirique de Venedikt Erofeïev (1969)
- Dans les ouvrages[Lesquels ?] d'écrivains russes, par exemple dans les textes de Pouchkine, de Gogol, de Gontscharov, de Tolstoï, elle est souvent accompagnée de zakouskis composés de caviar, de poisson ou de champignons marinés[27] :

« Mais il y avait pis encore, dans cette chambre : sur un pouf de la bijoutière, un troisième personnage se prélassait dans une pose désinvolte. C'était le chat noir aux dimensions effrayantes, un petit verre de vodka dans une patte, et une fourchette, au bout de laquelle il avait piqué un champignon mariné, dans l'autre. »

— Mikhaïl Boulgakov, Mikhaïl Boulgakov, Le Maître et Marguerite
- Des livres pseudo-médicaux présentent la vodka comme la panacée. Quelques auteurs de ce genre recommandent même de boire de l'alcool pur au lieu de la vodka[28], comme voulait le faire le héros du roman de Boulgakov :

« – C’est de la vodka ? demanda faiblement Marguerite.
Sur sa chaise, le chat sauta d'indignation. 
– Y pensez-vous, reine ? grinça-t-il. Est-ce que je me permettrais de verser de la vodka à une dame ? C'est de l'alcool pur ! »

— Mikhaïl Boulgakov, Le Maître et Marguerite

### En coutumes
Selon l'ancienne tradition des fiançailles en Pologne, les mariages campagnards se réalisaient souvent par l'intermédiaire d'un marieur. Celui-ci venait rendre visite aux parents de la jeune fille avec une bouteille de vodka. L'acceptation de ce cadeau signifiait l'acceptation du prétendant.

### En musique
- Zaza Fournier a écrit une chanson, Vodka fraise, dans l'album Regarde-moi.
- Constance Verluca a écrit une chanson, Les trois copains, dont les paroles sont : « Vive le chocolat, l'héroïne et la vodka ».
- Sonata Arctica, groupe de metal finlandais, a pour tradition de finir ses concerts par une « Vodka Song », reprise aux paroles modifiées du Hava Nagila.
- Kult, groupe polonais, a composé une chanson nommée Wódka.
- La chanson la plus connue et la plus célèbre du groupe de folk metal finlandais Korpiklaani est une chanson nommé Vodka.
- TJR a produit une chanson nommée Funky Vodka.
- Le groupe suédois Diablo Swing Orchestra a composé la chanson Vodka Inferno dans l'album Sing Along Songs for the Damned & Delirious.
- La Fouine, Redbull & vodka album Drôle de parcours (2013).
- Водка de Ноггано ft. QП album Teplyi (2011).
- Le groupe français Paris Violence a écrit une chanson intitulée De la Vodka et du Sang.
- Le chanteur Keen'V chante la chanson Génération Sexe Drogue et Vodka en 2009.
- Kaaris, Ciroc sur l'album Or Noir en 2013.
- Jope Ruonansuu, un musicien finnois, a composé une chanson intitulée Juodaan Vodkaa, ce qui signifie littéralement « Buvons de la vodka », en 1990.
- Le groupe de Celtic Folk Metal espagnol, Mägo de Oz, a composé et interprété en 2010 un titre intitulé Vodka and Roll.
- Le groupe Odezenne a écrit une chanson intitulée Vodka dans son album Dolziger Str.2 en 2015.
- Le groupe Da-Tweekaz a écrit une chanson intitulée Wodka en 2015.
- Le groupe Soviet Suprem a repris la chanson Sexe, Accordéon & Alcool du groupe Java pour en faire Sexe, Accordéon & Vodka en 2015.
- Claire Diterzi a écrit une chanson intitulée Zubrowka dans son album Tableau de Chasse (2008).
- Evil Grimace a écrit la chanson de frapcore[30] 3 Litres[31],[32].

## Notes et références

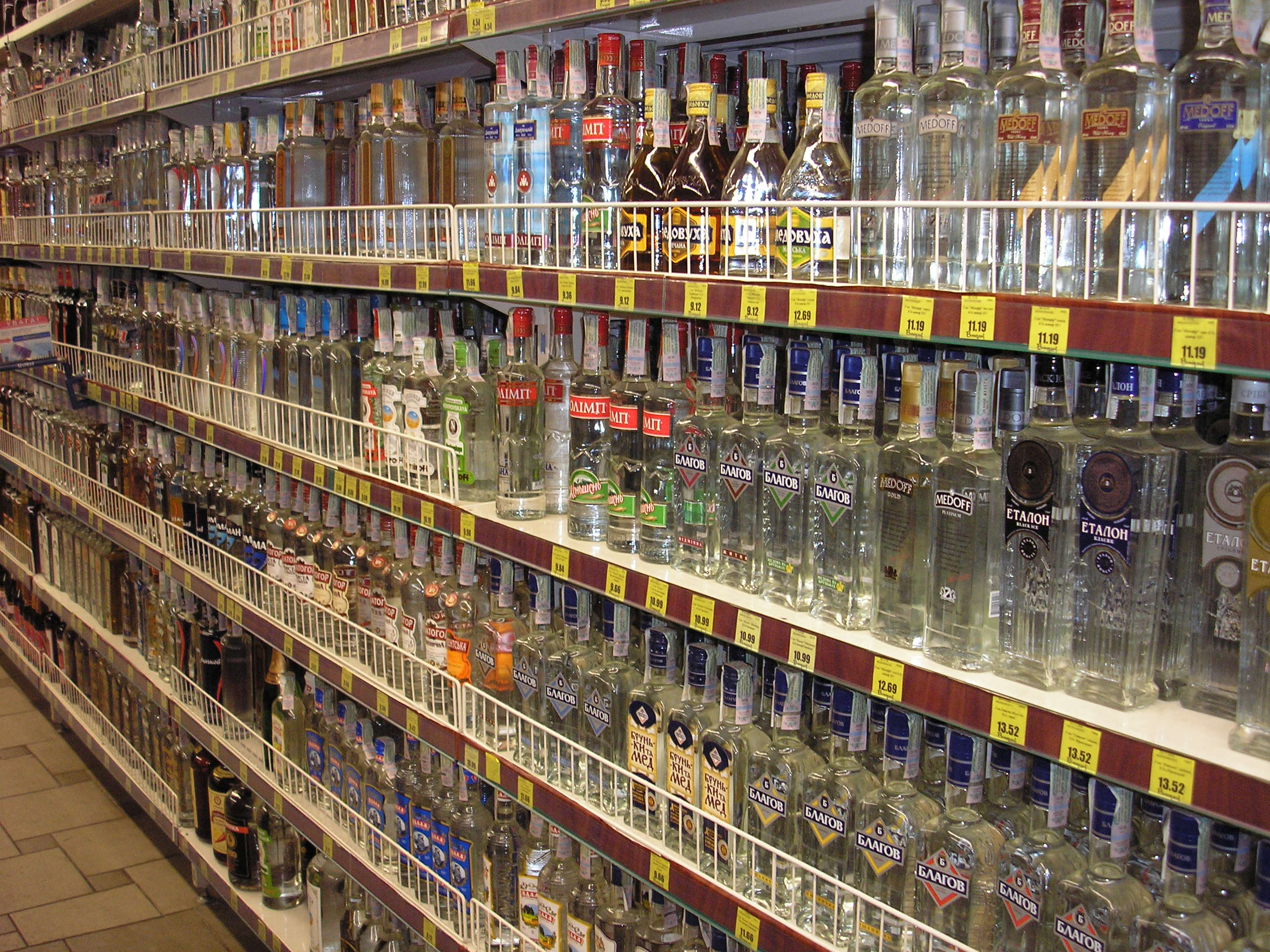
Rayons de bouteilles de vodkas dans un supermarché en Ukraine